# Sikyónská klenotnice (Olympia)

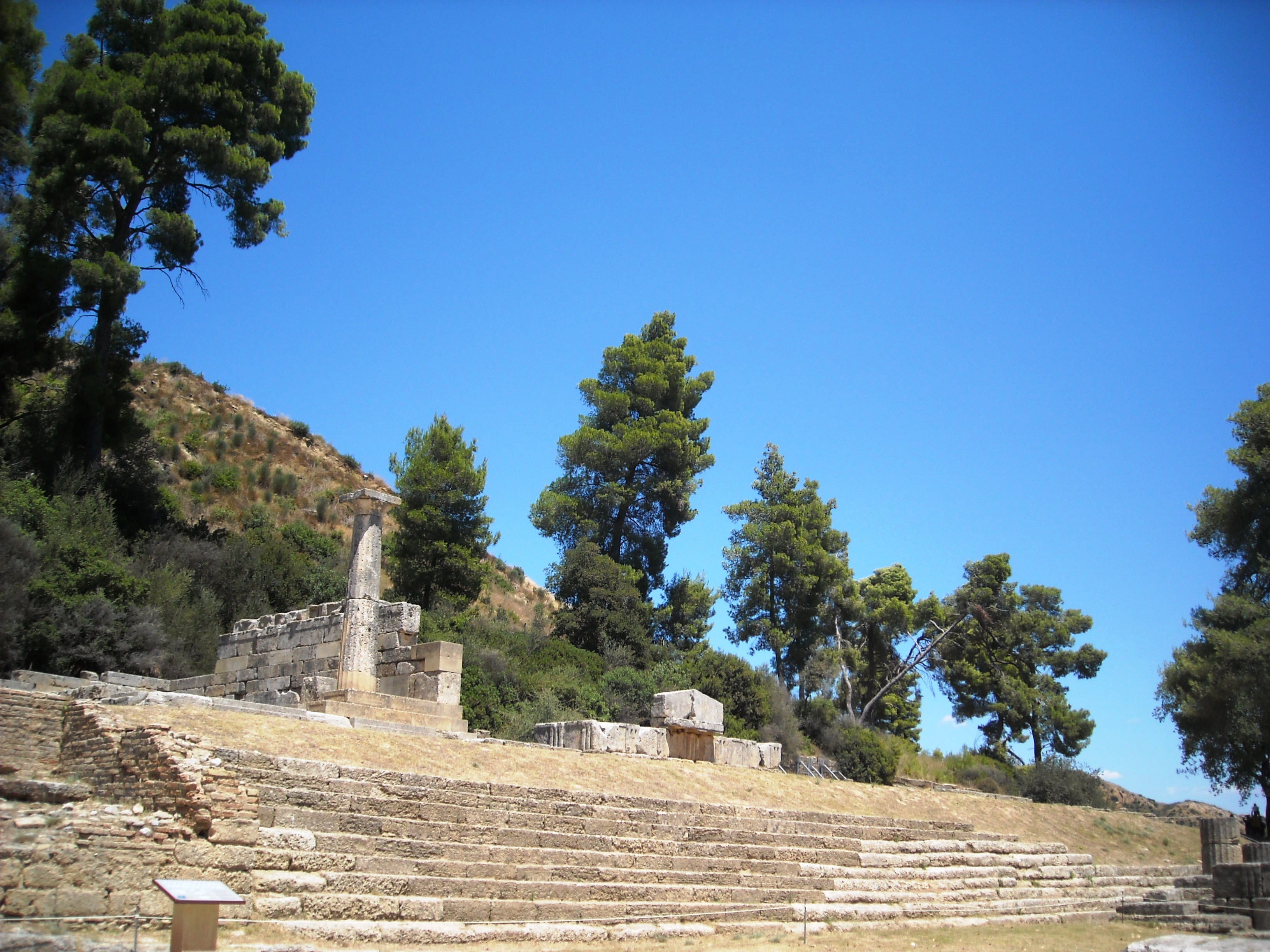
Sikyónská klenotnice

Sikyónská klenotnice (řecky: θησαυρὸς τῶν Σικυωνίων, Thesaurus tōn Sikyōniōn) byl starobylý pokladní dům v řecké Olympii. Její ruiny se nacházejí v archeologické oblasti Olympie, Archaia Olympia. Je to nejzachovalejší z dvanácti klenotnic v Olympii. Má tvar dórského chrámu antentempel se základními rozměry 6,73 × 11,85 m na dvoustupňové základové desce. Jedinou výzdobou pravděpodobně byl vlys s triglyfy kolem dokola, červené a modré podpěry vlysu a palmety na antách i střešním okapu. Stavebním materiálem je jemnozrnný vápenec z oblasti Sikyon. Byl tam vytěžen i opracován a teprve potom dopraven do Olympie. Rekonstrukci provedl Wilhelm Dörpfeld.
Byla Sikyóny postavena během archaického období kolem roku 550 před Kristem nebo o něco později, pro dary věnované bohu Diovi ve svatyni Olympia. Podle Pausania 6, 19, 1 ji však zasvětil tyran Myron ze Sikyonu, již roku 648 před Kristem.
Pausanias píše:
Toto postavil Myron poté, co na 33. olympiádě, vyhrál závod vozů a v klenotnici nechal vyrobit dvě schránky, jednu dórskou a druhou z iontskou. Sám jsem viděl, že byly vyrobeny z bronzu. V Olympii jsou na menší schánce nápisy, které se týkají hmotnosti bronzu, že ho bylo 500 talentů, a co se týká svěcení, že to byl Myron a lid Sikyonů. (Přeložil historik Ernst Meyer).

Pausanias jmenuje ještě další zasvěcené dary, které se v jeho době v klenotnici nacházely.
V Sikyonské klenotnici byly uschovány tři disky, které užívali pětibojaři při hodu diskem.